# Vains of Jenna
Vains of Jenna fue una banda de Sleaze rock formada en Falkenberg, Suecia durante el año 2005, y asentada en Los Ángeles, California, aunque luego los miembros originales residieron de nuevo en Falkenberg.

## Historia
Vains of Jenna fue un grupo sueco procedente de Falkenberg, tienen un sonido que recuerda al hard rock de la segunda parte de la década de 1980. Estaba formado por Jesse Forte (voz), JP White (bajo), Jacki Stone (batería) y Nicki Kin (guitarra). Según los miembros, el nombre de la banda salió de un papel donde habían anotado varias opciones para este. Sus primeras demos fueron colgadas en su página web, incluida una versión de "Jumpin' Jack Flash" de los Rolling Stones y más tarde se incluyeron en su disco "The Demos".
En julio del 2005 actuaron en el Cruefest celebrado en Hollywood y consiguieron gracias a su actuación que Stevie Rachel fuera su mánager. Una semana más tarde estaban en el estudio de grabación junto a Gilby Clarke (exguitarrista de Guns n Roses). En la primavera de 2006 giraron por Europa consiguiendo muy buenas críticas, y al volver a Estados Unidos conocieron a Bam Margera (miembro de Jackass), que los ficha para su sello discográfico Filthy Note. El 24 de octubre publicaron su disco de debut, "Lit Up/Let Down", y para su primer videoclip eligen el tema "Noone's Gonna Do It For You", que es grabado por Bam.
En el 2007, la banda consigue estar en una extensa gira de conciertos en Estados Unidos junto a Poison y Ratt después de que la banda White Lion desistiera de la gira por problemas legales. A mediados del 2007 la banda aparece en el reality de Bam Margera Unholy Union, donde tocan la canción "Don't Give a Damn" para su fiesta de despedida de soltero. En septiembre la banda postea en su myspace oficial la canción "Enemy In Me", que se encuentra en la compilación "Viva la Bands Vol. 2". Con el lanzamiento de este compilado, Vains of Jenna comenzó la gira Viva la Bands Tour junto a Cradle of Filth y CKY a finales de septiembre.
En 15 de marzo de 2010, Lizzy DeVine deja la banda por el motivo que se casa y se queda a vivir en  Falkenberg con su esposa. Aun así, mantiene fuertes lazos con la banda y no se sabe de alguna pelea grupal, Rivalidad o Ego como un "motivo además". Lizzy partió de la banda manteniendo la "buena onda" con los otros integrantes. Estas fueron sus palabras:
"En los últimos cinco años con esta banda han sido los mejores años de mi vida. Es con una lágrima en el ojo, pero un montón de amor y respeto por la banda, gerente, patrocinadores y aficionados de todo el mundo, anuncio que ya no soy el cantante y líder de Vains of Jenna. Ha sido una carrera loca. Y he disfrutado cada segundo de ella. Pero ahora tengo que seguir adelante y dejar que la banda crezca. Que he hecho más con esta banda que yo jamás podría haber soñado, pero ahora es el momento para nuevas aventuras! Me encanta todo de ustedes ". Lizzy DeVine.
Y estas fueron después las palabras de los otros integrantes:
"Estamos buscando un rostro joven y fresco, agresivo, dedicado, y la voz al frente de nuestra banda. Alguien que sea como nosotros. Si crees que eres el hombre para el trabajo, de acuerdo, hazlo ! ". Nicki, JP y Jacki .
Después Lizzy fue reemplazado por Jesse Forte.
En enero de 2012 la banda anuncia su separación por decisión mutua, diciendo: "simplemente sentimos que es hora de seguir adelante en nuestras vidas y cerrar este capítulo".

## Miembros
- Jesse Forte - Voz principal
- Nicki Kin - Guitarra principal / Voz
- Jacki Stone - Batería
- JP White - Bajo / Voz
- Joel Eliasson  - Guitarra

## Exmiembros
- Lizzy DeVine - Voz principal/Guitarra rítmica

## Discografía

### Álbumes
- "The Art of Telling Lies" (2009)
- Lit Up/Let Down (2006)
- The Demos (2006)

### EPy sencillos
- Noone's Gonna Do It For You (2006)
- Baby's Got A Secret (2006)